# Lionel Cox (sportskytt)
Lionel Cox, född 11 juli 1981 i Seraing, är en belgisk sportskytt.
Han blev olympisk silvermedaljör i gevär vid sommarspelen 2012 i London.